# Lista de episódios de Quantico
Quantico é uma série de televisão estadunidense, dos gêneros drama e suspense, criada por Joshua Safran, e estrelada por Priyanka Chopra. Foi exibida no canal ABC de 27 de setembro de 2015 a 3 de agosto de 2018. Safran também serviu como um dos produtores executivos da série ao lado de Mark Gordon, Robert Sertner e Nicholas Pepper.
"Quantico" segue um grupo de jovens recrutas do FBI, novos agentes estagiários; cada um com uma razão específica para a adesão. Flashbacks detalham suas vidas anteriores, enquanto os recrutas batalham seus caminhos através de treinamento na academia em Quantico, na Virgínia. No entanto, um dos recrutas, após se formar na academia, se torna o principal suspeito de planejar o maior ataque terrorista em Nova Iorque desde os ataques de 11 de setembro de 2001.
A ABC obteve os direitos de exibição da série em 7 de maio de 2015, com uma ordem inicial de 13 episódios para a grade de televisão de 2015. Devido à boa audiência, a ABC encomendou uma temporada completa para a série em 13 de outubro de 2015, com a adição de seis episódios, acrescentando a contagem dos episódios até 19, com a possibilidade de adição de mais.
No mês seguinte, a temporada foi estendida para 22 episódios. A primeira temporada estreou em 27 de setembro de 2015 e terminou em 15 de maio de 2016. A transmissão do episódio piloto registrou a audiência mais alta da série, e a temporada teve uma média de 8.05 milhões de telespectadores. Inicialmente, a transmissão da temporada tinha sido planejada para as noites de terça-feira. Depois foi movida para as noites de domingo, substituindo a série "Of Kings and Prophets", que havia sido cancelada por baixa audiência. A série foi renovada para sua segunda temporada em 3 de março de 2016. Sua estreia ocorreu em 25 de setembro de 2016 e terminou em 15 de maio de 2017. A temporada foi bem recebida pela crítica especializada, mas teve uma audiência mais baixa, diferente da temporada anterior, com a média de 4.53 milhões de telespectadores.
Em 15 de maio de 2017, a ABC renovou a série para uma terceira temporada, que estreou em 26 de abril de 2018, e consistiu em apenas 13 episódios.
Em 3 de agosto de 2018, 57 episódios de "Quantico" foram ao ar, concluindo a terceira temporada e finalizando a série.

## Resumo
| Temporada | Temporada | Episódios | Episódios | Originalmente exibido  | Originalmente exibido | Nielsen ratings | Nielsen ratings     |
| Temporada | Temporada | Episódios | Episódios | Estreia da temporada   | Final da temporada    | Posição         | Audiência (milhões) |
| --------- | --------- | --------- | --------- | ---------------------- | --------------------- | --------------- | ------------------- |
|           | 1         | 22        | 22        | 25 de setembro de 2015 | 15 de maio de 2016    | 55              | 8.05                |
|           | 2         | 22        | 22        | 25 de setembro de 2016 | 15 de maio de 2017    | 99              | 4.53                |
|           | 3         | 13        | 13        | 26 de abril de 2018    | 3 de agosto de 2018   | —               | —                   |

## Episódios

### 1ª temporada (2015–16)
| No. geral | No. na série | Título     | Dirigido por          | Escrito por                           | Exibição               | Código Prod. | Audiência (milhões) |
| --------- | ------------ | ---------- | --------------------- | ------------------------------------- | ---------------------- | ------------ | ------------------- |
| 1         | 1            | "Run"      | Marc Munden           | Joshua Safran                         | 27 de setembro de 2015 | 101          | 7.14                |
| 2         | 2            | "America"  | Stephen Kay           | Joshua Safran                         | 4 de outubro de 2015   | 102          | 6.98                |
| 3         | 3            | "Cover"    | Jennifer Lynch        | Jordon Nardino                        | 11 de outubro de 2015  | 103          | 5.75                |
| 4         | 4            | "Kill"     | Rachel Morrison       | Cherien Dabis                         | 18 de outubro de 2015  | 104          | 5.30                |
| 5         | 5            | "Found"    | David McWhirter       | Jake Coburn & Justin Brenneman        | 25 de outubro de 2015  | 105          | 5.10                |
| 6         | 6            | "God"      | Peter Leto            | Beth Schacter                         | 1 de novembro de 2015  | 106          | 4.05                |
| 7         | 7            | "Go"       | Patrick Norris        | Logan Slakter                         | 8 de novembro de 2015  | 107          | 4.38                |
| 8         | 8            | "Over"     | James Whitmore, Jr.   | Justin Brennenman & Sharbari Z. Ahmed | 15 de novembro de 2015 | 108          | 4.20                |
| 9         | 9            | "Guilty"   | Stephen Kay           | Cameron Litvack                       | 29 de novembro de 2015 | 109          | 4.07                |
| 10        | 10           | "Quantico" | Paul Edwards          | Jordon Nardino                        | 6 de dezembro de 2015  | 110          | 4.39                |
| 11        | 11           | "Inside"   | Thor Freudenthal      | Joshua Safran                         | 13 de dezembro de 2015 | 111          | 4.56                |
| 12        | 12           | "Alex"     | Jamie Payne           | Jake Coburn                           | 6 de março de 2016     | 112          | 3.75                |
| 13        | 13           | "Clear"    | Jamie Barber          | Sharbari Z. Ahmed                     | 13 de março de 2016    | 113          | 3.96                |
| 14        | 14           | "Answer"   | Jennifer Lynch        | Beth Schacter                         | 20 de março de 2016    | 114          | 3.54                |
| 15        | 15           | "Turn"     | David McWhirter       | Cameron Litvack & Logan Slakter       | 27 de março de 2016    | 115          | 3.39                |
| 16        | 16           | "Clue"     | Steve Robin           | Justin Brenneman                      | 3 de abril de 2016     | 116          | 3.68                |
| 17        | 17           | "Care"     | Félix Enríquez Alcalá | Logan Slakter & Braden Marks          | 10 de abril de 2016    | 117          | 3.57                |
| 18        | 18           | "Soon"     | P. J. Pesce           | Cherien Dabis                         | 17 de abril de 2016    | 118          | 3.66                |
| 19        | 19           | "Fast"     | J. Miller Tobin       | Dan Pulick                            | 24 de abril de 2016    | 119          | 3.46                |
| 20        | 20           | "Drive"    | Ron Underwood         | Jake Coburn                           | 1 de maio de 2016      | 120          | 3.37                |
| 21        | 21           | "Right"    | Holly Dale            | Cameron Litvack                       | 8 de maio de 2016      | 121          | 3.48                |
| 22        | 22           | "Yes"      | Larry Teng            | Joshua Safran                         | 15 de maio de 2016     | 122          | 3.78                |

### 2ª temporada (2016–17)
| No. geral | No. na série | Título         | Dirigido por       | Escrito por                       | Exibição                | Código Prod. | Audiência (milhões) |
| --------- | ------------ | -------------- | ------------------ | --------------------------------- | ----------------------- | ------------ | ------------------- |
| 23        | 1            | "Kudove"       | Patrick Norris     | Joshua Safran & Logan Slakter     | 25 de setembro de 2016  | 201          | 3.64                |
| 24        | 2            | "Lipstick"     | Patrick Norris     | Cami Delavigne                    | 2 de outubro de 2016    | 202          | 3.57                |
| 25        | 3            | "Stescalade"   | Jennifer Lynch     | Beth Schacter                     | 16 de outubro de 2016   | 203          | 3.04                |
| 26        | 4            | "Kubark"       | Steve Robin        | Jordon Nardino                    | 23 de outubro de 2016   | 204          | 2.79                |
| 27        | 5            | "Kmforget"     | Jennifer Lynch     | Cameron Litvack                   | 30 de outubro de 2016   | 205          | 2.43                |
| 28        | 6            | "Aquiline"     | Hanelle Culpepper  | Jorge Zamacona                    | 6 de novembro de 2016   | 206          | 2.20                |
| 29        | 7            | "Lcflutter"    | Steve Robin        | Gideon Yago                       | 13 de novembro de 2016  | 207          | 2.75                |
| 30        | 8            | "Odenvy"       | Reza Tabrizi       | Justin Brenneman                  | 27 de novembro de 2016  | 208          | 2.29                |
| 31        | 9            | "Cleopatra"    | Gideon Raff        | Marisha Mukerjee                  | 23 de janeiro de 2017   | 209          | 2.90                |
| 32        | 10           | "Jmpalm"       | David McWhirter    | Braden Marks                      | 30 de janeiro de 2017   | 210          | 2.76                |
| 33        | 11           | "Zrtorch"      | Kenneth Fink       | Logan Slakter                     | 6 de fevereiro de 2017  | 211          | 2.68                |
| 34        | 12           | "Fallenoracle" | Ralph Hemecker     | Jordon Nardino & Justin Brenneman | 13 de fevereiro de 2017 | 212          | 2.43                |
| 35        | 13           | "Epicshelter"  | Constantine Makris | Beth Schacter & Marisha Mukerjee  | 20 de fevereiro de 2017 | 213          | 2.47                |
| 36        | 14           | "Lnwilt"       | Norman Buckley     | Joshua Safran & Gideon Yago       | 20 de março de 2017     | 214          | 3.31                |
| 37        | 15           | "Mockingbird"  | Patrick Norris     | Cameron Litvack & Cami Delavigne  | 27 de março de 2017     | 215          | 3.15                |
| 38        | 16           | "Mktopaz"      | Constantine Makris | Jon Derengowski & Sara Miller     | 3 de abril de 2017      | 216          | 2.96                |
| 39        | 17           | "Odyoke"       | Steve Robin        | Jordon Nardino                    | 10 de abril de 2017     | 217          | 2.57                |
| 40        | 18           | "Kumonk"       | David McWhirter    | Justin Brenneman                  | 17 de abril de 2017     | 218          | 2.76                |
| 41        | 19           | "Mhorder"      | Jennifer Lynch     | Logan Slakter & Gideon Yago       | 24 de abril de 2017     | 219          | 2.59                |
| 42        | 20           | "GlobalReach"  | Cherien Dabis      | Beth Schacter                     | 1 de maio de 2017       | 220          | 2.65                |
| 43        | 21           | "Rainbow"      | Patrick Norris     | Cameron Litvack                   | 8 de maio de 2017       | 221          | 2.54                |
| 44        | 22           | "Resistance"   | Jim McKay          | Joshua Safran                     | 15 de maio de 2017      | 222          | 2.72                |

### 3ª temporada (2018)
| No. geral | No. na série | Título                | Dirigido por        | Escrito por                      | Exibição            | Audiência (milhões) |
| --------- | ------------ | --------------------- | ------------------- | -------------------------------- | ------------------- | ------------------- |
| 45        | 1            | "The Conscience Code" | Russell Lee Fine    | Michael Seitzman                 | 26 de abril de 2018 | 2.66                |
| 46        | 2            | "Fear and Flesh"      | Alexandra Kalymnios | Dave Kalstein                    | 3 de maio de 2018   | 2.15                |
| 47        | 3            | "Hell's Gate"         | Constantine Makris  | Tom Mularz                       | 10 de maio de 2018  | 1.97                |
| 48        | 4            | "Spy Games"           | Kevin Sullivan      | Julia Cohen                      | 25 de maio de 2018  | 2.62                |
| 49        | 5            | "The Blood of Romeo"  | David McWhirter     | Adam Armus                       | 1 de junho de 2018  | 2.99                |
| 50        | 6            | "The Heavens Fall"    | Russell Lee Fine    | Michael Brandon Guercio          | 15 de junho de 2018 | 2.56                |
| 51        | 7            | "Bullet Train"        | Rob Bowman          | Tom Mularz & Gideon Yago         | 22 de junho de 2018 | 2.41                |
| 52        | 8            | "Deep Cover"          | Jim McKay           | Cole Maliska & Joe Webb          | 29 de junho de 2018 | 2.71                |
| 53        | 9            | "Fear Feargach"       | P. J. Pesce         | Dave Kalstein & Matthew Klam     | 6 de julho de 2018  | 2.76                |
| 54        | 10           | "No Place Is Home"    | Kenneth Fink        | Gisselle Legere & Julia Cohen    | 13 de julho de 2018 | 2.68                |
| 55        | 11           | "The Art of War"      | Jennifer Phang      | Adam Armus & Tom Mularz          | 20 de julho de 2018 | 2.64                |
| 56        | 12           | "Ghosts"              | Russell Lee Fine    | Julia Cohen & Matthew Klam       | 27 de julho de 2018 | 2.66                |
| 57        | 13           | "Who Are You"         | Russell Lee Fine    | Dave Kalstein & Michael Seitzman | 3 de agosto de 2018 | 2.66                |

## Ligações Externas
- «Sítio oficial»
- Quantico no IMDb (em inglês)